# Reversi
|   | a                                         | b                                         | c                                         | d                                         | e                                         | f                                         | g                                         | h                                         |   |
| 8 | d5 – O O · e5 – X X · d4 – X X · e4 – O O | d5 – O O · e5 – X X · d4 – X X · e4 – O O | d5 – O O · e5 – X X · d4 – X X · e4 – O O | d5 – O O · e5 – X X · d4 – X X · e4 – O O | d5 – O O · e5 – X X · d4 – X X · e4 – O O | d5 – O O · e5 – X X · d4 – X X · e4 – O O | d5 – O O · e5 – X X · d4 – X X · e4 – O O | d5 – O O · e5 – X X · d4 – X X · e4 – O O | 8 |
| 7 | d5 – O O · e5 – X X · d4 – X X · e4 – O O | d5 – O O · e5 – X X · d4 – X X · e4 – O O | d5 – O O · e5 – X X · d4 – X X · e4 – O O | d5 – O O · e5 – X X · d4 – X X · e4 – O O | d5 – O O · e5 – X X · d4 – X X · e4 – O O | d5 – O O · e5 – X X · d4 – X X · e4 – O O | d5 – O O · e5 – X X · d4 – X X · e4 – O O | d5 – O O · e5 – X X · d4 – X X · e4 – O O | 7 |
| 6 | d5 – O O · e5 – X X · d4 – X X · e4 – O O | d5 – O O · e5 – X X · d4 – X X · e4 – O O | d5 – O O · e5 – X X · d4 – X X · e4 – O O | d5 – O O · e5 – X X · d4 – X X · e4 – O O | d5 – O O · e5 – X X · d4 – X X · e4 – O O | d5 – O O · e5 – X X · d4 – X X · e4 – O O | d5 – O O · e5 – X X · d4 – X X · e4 – O O | d5 – O O · e5 – X X · d4 – X X · e4 – O O | 6 |
| 5 | d5 – O O · e5 – X X · d4 – X X · e4 – O O | d5 – O O · e5 – X X · d4 – X X · e4 – O O | d5 – O O · e5 – X X · d4 – X X · e4 – O O | d5 – O O · e5 – X X · d4 – X X · e4 – O O | d5 – O O · e5 – X X · d4 – X X · e4 – O O | d5 – O O · e5 – X X · d4 – X X · e4 – O O | d5 – O O · e5 – X X · d4 – X X · e4 – O O | d5 – O O · e5 – X X · d4 – X X · e4 – O O | 5 |
| 4 | d5 – O O · e5 – X X · d4 – X X · e4 – O O | d5 – O O · e5 – X X · d4 – X X · e4 – O O | d5 – O O · e5 – X X · d4 – X X · e4 – O O | d5 – O O · e5 – X X · d4 – X X · e4 – O O | d5 – O O · e5 – X X · d4 – X X · e4 – O O | d5 – O O · e5 – X X · d4 – X X · e4 – O O | d5 – O O · e5 – X X · d4 – X X · e4 – O O | d5 – O O · e5 – X X · d4 – X X · e4 – O O | 4 |
| 3 | d5 – O O · e5 – X X · d4 – X X · e4 – O O | d5 – O O · e5 – X X · d4 – X X · e4 – O O | d5 – O O · e5 – X X · d4 – X X · e4 – O O | d5 – O O · e5 – X X · d4 – X X · e4 – O O | d5 – O O · e5 – X X · d4 – X X · e4 – O O | d5 – O O · e5 – X X · d4 – X X · e4 – O O | d5 – O O · e5 – X X · d4 – X X · e4 – O O | d5 – O O · e5 – X X · d4 – X X · e4 – O O | 3 |
| 2 | d5 – O O · e5 – X X · d4 – X X · e4 – O O | d5 – O O · e5 – X X · d4 – X X · e4 – O O | d5 – O O · e5 – X X · d4 – X X · e4 – O O | d5 – O O · e5 – X X · d4 – X X · e4 – O O | d5 – O O · e5 – X X · d4 – X X · e4 – O O | d5 – O O · e5 – X X · d4 – X X · e4 – O O | d5 – O O · e5 – X X · d4 – X X · e4 – O O | d5 – O O · e5 – X X · d4 – X X · e4 – O O | 2 |
| 1 | d5 – O O · e5 – X X · d4 – X X · e4 – O O | d5 – O O · e5 – X X · d4 – X X · e4 – O O | d5 – O O · e5 – X X · d4 – X X · e4 – O O | d5 – O O · e5 – X X · d4 – X X · e4 – O O | d5 – O O · e5 – X X · d4 – X X · e4 – O O | d5 – O O · e5 – X X · d4 – X X · e4 – O O | d5 – O O · e5 – X X · d4 – X X · e4 – O O | d5 – O O · e5 – X X · d4 – X X · e4 – O O | 1 |
|   | a                                         | b                                         | c                                         | d                                         | e                                         | f                                         | g                                         | h                                         |   |

Othello (również Reversi) – gra planszowa dla dwóch osób, rozgrywana na planszy o wymiarach 8 na 8 pól (jak w szachach i warcabach) przy pomocy 64  białych i czarnych pionów. Należy do gier strategicznych, które charakteryzują się szybkimi zmianami sytuacji i wyników. Gra wymaga myślenia perspektywicznego. Jest znana od końca XVIII wieku, zyskała popularność w połowie XIX wieku w Europie. Największy sukces Polaka na międzynarodowej arenie to zdobycie tytułu Mistrza Europy przez Miłosza Cupiała w 2009 roku.

## Cel gry
Celem gry jest wypełnienie planszy większą liczbą własnych pionów niż przeciwnik.
Gra kończy się, gdy żaden z graczy nie może wykonać poprawnego ruchu, czyli:
- gracze zapełnią planszę,
- żaden z graczy nie może wykonać ruchu,
- jeden z graczy straci wszystkie swoje piony.

Najczęściej koniec gry następuje po całkowitym wypełnieniu planszy.

## Gra

### Rozgrywka
Wszystko rozpoczyna się od stanu, w którym na planszy są już ustawione cztery piony. Są to dwa piony czarne i dwa białe. Pierwszy ruch wykonuje rozgrywający piony czarne.
Piony przeciwnika zdobywa się, otaczając je w jednej linii. Zdobyte piony zmieniają kolor i przynależność. Na przykład jeśli gracz rozgrywający piony czarne spostrzeże linię pionów białych, na której jednym końcu stoi pion czarny, może dostawić swój pion także na drugim końcu linii. Wszystkie otoczone białe piony zmienią kolor na czarny (dotyczy to wszystkich linii prostych: poziomych, pionowych i ukośnych).
Jedyne dozwolone ruchy polegają na otaczaniu i zdobywaniu pionów przeciwnika. W każdym ruchu należy zdobyć co najmniej jeden pion przeciwnika.
Jeśli gracz nie może wykonać żadnego dozwolonego ruchu, traci kolejkę i wykonuje go drugi gracz.

### Obliczanie wyników
W "tradycyjnych" grach na końcu partii sumuje się piony i wygrywa gracz, który ma ich najwięcej. W grach komputerowych wyświetlane są liczby czarnych i białych pionów, więc cały czas jest się na bieżąco. Wyniki graczy mogą się zmieniać przy każdym ruchu. Trzeba jednak pamiętać, że najważniejszy jest wynik końcowy.

## Mistrzostwa świata

### Mistrzowie świata
| Rok  | Miasto    | Złoto            | Srebro            | Brąz                | 4. miejsce            |
| ---- | --------- | ---------------- | ----------------- | ------------------- | --------------------- |
| 1977 | Tokio     | Hiroshi Inoue    | Thomas Heiberg    | Rey Ilagan          | Carol Jacobs          |
| 1979 | Rzym      | Hiroshi Inoue    | Jonathan Cerf     | Joseph Alan Woch    | Vincenzo Peccerillo   |
| 1981 | Bruksela  | Hidenori Maruoka | Brian Rose        | Pier Andrea Morolli | François Pingaud      |
| 1983 | Paryż     | Ken'ichi Ishii   | Imre Leader       | Brian Rose          | Paolo Ghirardato      |
| 1985 | Ateny     | Masaki Takizawa  | Paolo Ghirardato  | David Shaman        | Neil Stephenson       |
| 1987 | Mediolan  | Ken'ichi Ishii   | Paul Ralle        | David Shaman        | Karsten Feldborg      |
| 1989 | Warszawa  | Hideshi Tamenori | Graham Brightwell | Peter Bhagat        | David Shaman          |
| 1991 | Nowy Jork | Shigeru Kaneda   | Paul Ralle        | David Shaman        | Brian Rose            |
| 1993 | Londyn    | David Shaman     | Emmanuel Caspard  | Philippe Juhem      | Noboyuki Takizawa     |
| 1995 | Melbourne | Hideshi Tamenori | David Shaman      | Tatsuya Mine        | Emmanuel Caspard      |
| 1997 | Ateny     | Makoto Suekuni   | Graham Brightwell | Donato Barnaba      | Marc Tastet           |
| 1999 | Mediolan  | David Shaman     | Tetsuya Nakajima  | Kazune Aoki         | Jan-Kristian Haugland |
| 2001 | Nowy Jork | Brian Rose       | Raphael Schreiber | Kazuhiro Sakaguchi  | Matthias Berg         |
| 2003 | Sztokholm | Ben Seeley       | Makoto Suekuni    | Andreas Höhne       | Hiroshi Goto          |
| 2005 | Reykjavík | Hideshi Tamenori | Kwangwook Lee     | Takuji Kashiwabara  | Tamaki Miyaoka        |

### Mistrzynie świata
| Rok  | Miasto    | Mistrzyni        | Wicemistrzyni            |
| ---- | --------- | ---------------- | ------------------------ |
| 2005 | Reykjavík | Hisako Kinoshita | Mami Yamanaka            |
| 2006 | Mito      | Toshimi Tsuji    | Katie Wu                 |
| 2007 | Ateny     | Yukiko Tatsumi   | Caroline Sandberg Odsell |
| 2008 | Oslo      | Liya Ye          | Yukiko Tatsumi           |

## Mistrzostwa Europy

### Mistrzowie Europy[2]
| Rok  | Mistrz             |
| ---- | ------------------ |
| 2014 | Takuji Kashiwabara |
| 2013 | Takuji Kashiwabara |
| 2012 | Takuji Kashiwabara |
| 2011 | Takuji Kashiwabara |
| 2010 | Imre Leader        |
| 2009 | Miłosz Cupiał      |
| 2008 | Michael Borassi    |
| 2007 | Imre Leader        |
| 2006 | Takuji Kashiwabara |
| 2005 | Graham Brightwell  |
| 2004 | Andreas Hoehne     |
| 2003 | Takuji Kashiwabara |
| 2002 | Takuji Kashiwabara |
| 2001 | Takuji Kashiwabara |
| 2000 | Stephan Nicolet    |
| 1999 | Emmanuel Caspard   |
| 1998 | Emmanuel Caspard   |
| 1997 | Mark Tastet        |
| 1996 | David Shaman       |
| 1995 | Mark Tastet        |
| 1994 | Mark Tastet        |
| 1993 | Mark Tastet        |
| 1992 | Graham Brightwell  |
| 1991 | Imre Leader        |
| 1990 | Peter Bhagat       |
| 1989 | Karsten Feldborg   |
| 1988 | Imre Leader        |
| 1987 | Peter Bhagat       |
| 1986 | Imre Leader        |